# Kuczuk Ułagaj
Kuczuk Kaspolietowicz Ułagaj (ros. Кучук Касполетович Улагай, alb. Kuçuk Ullagaj; ur. 11 stycznia?/23 stycznia 1893 w Psiebaju, zm. 8 kwietnia 1953 w Santiago) – rosyjski i albański wojskowy narodowości czerkieskiej, w 1945 roku Waffen-SS-Standartenführer.

## Życiorys
Był synem urzędnika z obwodu kubańskiego, pochodził z rodziny szlacheckiej. Kształcił się w szkole realnej w Jekaterynodarze, studiował następnie na Politechnice Warszawskiej, jednak przeniósł się do Szkoły Kawalerii w Jelizawetgradzie, którą skończył w 1913 roku.
Został awansowany na stopień korneta (корнет), po czym w latach 1914–1917 służył w 18 Siewierskim Pułku Dragonów na pierwszej linii frontu podczas I wojny światowej. W 1917 roku został awansowany na stopień sztabskapitana (штабс-капитан), rok później na kapitana (капитан). W listopadzie lub grudniu 1917 roku utworzył 300-osobowy oddział ochotniczy złożony z Czerkiesów. Od marca do kwietnia 1918 dowodził sotnią kawalerii także złożonej z Czerkiesów, następnie od grudnia 1918 do marca 1920 dowodził 1 Pułkiem Kawalerii Czerkieskiej działającym w ramach Armii Ochotniczej. W 1919 roku został awansowany na stopień pułkownika (полковник).
W 1920 roku został ewakuowany z Rosji, przebywając na emigracji w Imperium Osmańskim (1920–1922), następnie w Królestwie Serbów, Chorwatów i Słoweńców (1922–1924). 10 grudnia 1924 roku został dowódcą utworzonego w Debarze rosyjskiego oddziału, który w tym miesiącu przekroczył albańską granicę w celu wsparcia obejmującego władzę prezydenta Ahmeda Zogu, panującego następnie jako król Zog I. Dołączył do armii albańskiej jako kapitan (kapiten), awansując dnia 28 listopada 1927 roku na stopień majora (major), będącym ówcześnie najwyższym stopniem wojskowym w albańskiej armii. Dekretem króla został mianowany inspektorem kawalerii, od 1931 roku należał do najbliższego kręgu władcy.
Przygotowywał plany obronne przeciwko włoskiej inwazji na Albanię w 1939 roku, po klęsce Albanii wyjechał do Persji. W 1941 roku zaczął współpracę z Piotrem Krasnowem oraz z Niemcami. W latach 1942–1945 był przewodniczącym Muzułmańskiego Komitetu Wyzwolenia Kaukazu, następnie dowodził jedną z północnokaukaskich grup bojowych w Waffen-SS w stopniu Waffen-Standartenführera. Po II wojnie światowej uniknął ekstradycji do Związku Radzieckiego; przez krótki czas mieszkał we Włoszech, jeszcze w 1945 lub 1946 roku wyemigrował do Chile, gdzie zaangażował się w działalność lokalnej ludności kozackiej. Zmarł dnia 8 kwietnia 1953 roku w Santiago, został pochowany na cmentarzu rosyjskim w tym mieście.

## Odznaczenia[1]
- Order Świętej Anny II klasy
- Order Świętej Anny III klasy
- Order Świętej Anny IV klasy
- Order Świętego Stanisława II klasy
- Order Świętego Stanisława III klasy

## Życie prywatne
Był żonaty z Ludmiłą Pietrowną, z którą miał syna i córkę.